# Тетяна Душенко
Тетяна Душенко (1916–1982) — українська письменниця, малярка.

## З біографії
Народилася 5 лютого 1916 р. у Ґраці (Австрія). Після Першої світової війни з родиною переїхала до містечка Заставна на Буковині. Здобула середню освіту в Чернівцях (1933), потім студіювала право і вчилася малювати в Бухаресті. У роки Другої світової війни перебувала в Берліні, працювала перекладачем. У 1952 р. прибула до США, поселилася в у м. Баффало. Ілюструвала журнал «Готуйсь», виставляла картини в Нью-Йорку, Філадельфії, Баффало. Померла 4 вересня 1982 р. у м. Баффало, похована на цвинтарі св. Матвія.
Автор оповідань і віршів.